# Lydéric et Phinaert

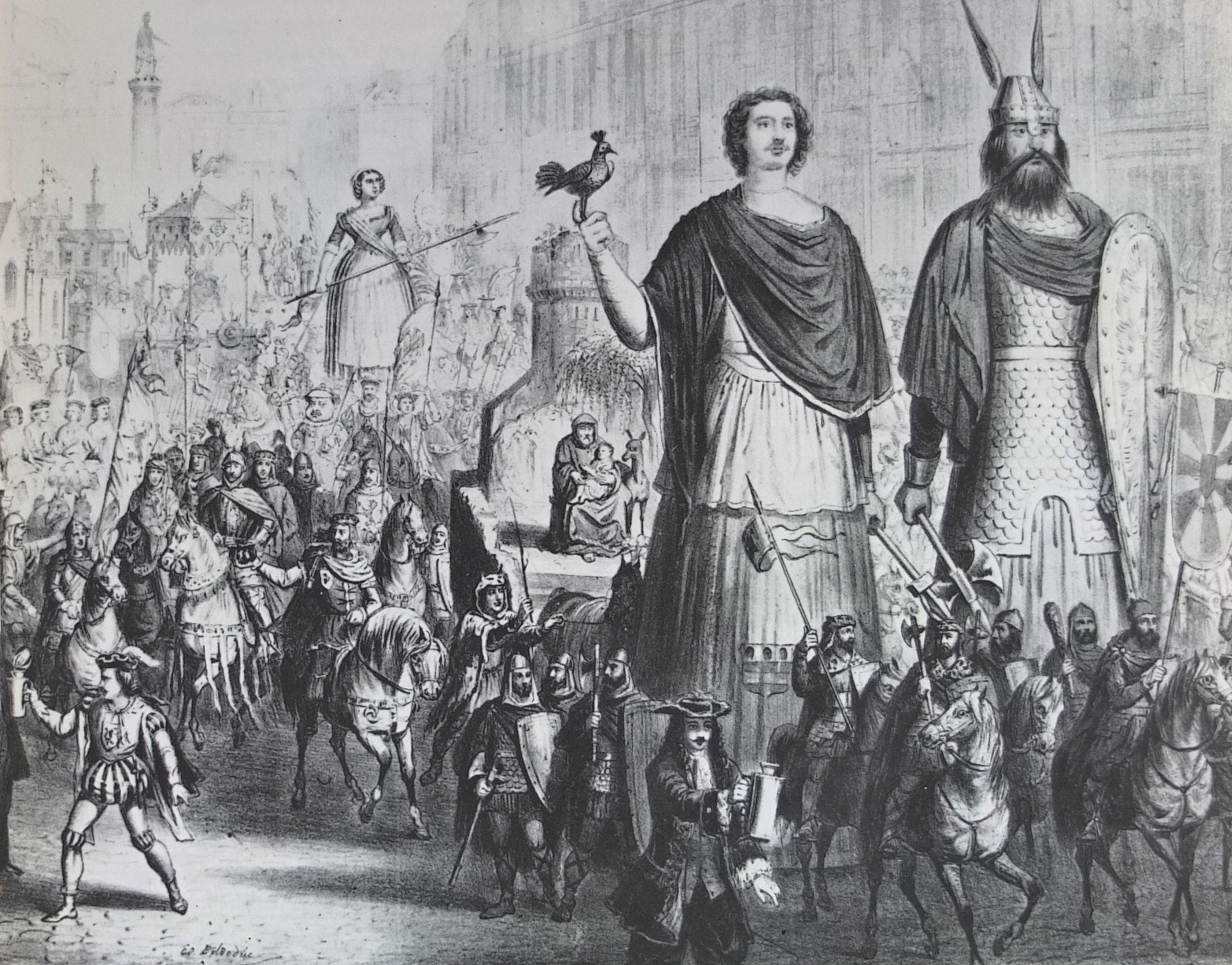
Procession des Géants de Lille le 14 mai 1858. Gravure d’Édouard Boldoduc.

Lydéric et Phinaert sont deux personnages liés à la légende de la fondation de la ville française de Lille.

## Légende

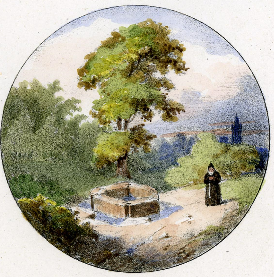
La Fontaine del Saulx. Gravure de Benvignat 1830

Aux alentours de l'an de grâce 620, le prince de Dijon, Salvaert, se rend au Royaume d'Angleterre accompagné de sa femme, Ermengaert, alors enceinte. Lors de leur trajet dans les Flandres, ils tombent dans une embuscade tendue par le seigneur local, le géant Phinaert. Celui-ci fait assassiner le prince et ses hommes, tandis que Ermengaert s'enfuit et trouve refuge auprès d'un ermite dans la forêt. Elle accouche d'un fils qu'elle confie à ce dernier près de la Fontaine del Saulx qui a donné son nom à une rue et un passage de Lille. L'ermite nourrit l'enfant au lait de biche, l'élève, et le baptise de son propre nom : Lydéric.
Devenu adulte, Lydéric apprend la vérité sur son passé et retrouve la trace de Phinaert à la cour du roi Dagobert Ier à Soissons. Le 15 juin 640, au terme d'un duel judiciaire, Lydéric passe le géant Phinaert au fil de son épée et venge ainsi ses parents. Les terres de Phinaert échoient à Lydéric sur lesquelles il fonde la cité de Lille.
Une ancienne version de ce récit se trouve dans les Annales de Flandre. Dans son ouvrage Les Genealogies et anciennes descentes des Forestiers et Comtes de Flandre avec brieves descriptions de leurs vies et gestes le tout recueilly des plus veritables approvees et anciennes croniques et annales qui se trouvent, publié à Anvers par Pierre Balthasar en 1578, Corneille Martin fait remonter la généalogie des comtes de Flandre à Lydéric, le premier forestier, d’après les Annales de Flandre de Pierre d’Oudegerst, docteur es lois. Lyderic dit le Buc ayant « occis et vaincu en camp clos le susdit Phinart meurtrier de son père, en la présence du Roy Dagobert », en 621 (sic), il gouverna le pays durant 52 ans. « On trouve par anciennes cartes que ce Lyderic portoit ses armes gironnées d’or et d’azur, à un écusson de gueules par dessus, et dient aucuns, qu’il les conquist sur le Phinart susdit : les austres estiment qu’elles lui vindrent de ses predecesseurs. »
Lyderic meurt en 692.
L'édition du livre de Corneille Martin, imprimé avec privilège du 28 août 1578, sera suivie de deux rééditions par Jean Baptist Vrints (ou Baptiste Vrient) en 1598 et 1608, mises en ligne sur Gallica.
Selon la Chronique de Bergues-Saint-Winoc, attribuée à un religieux de la ville, Lyderic de Buc est le premier forestier de Flandre (prédécesseur des comtes de Flandre) nommé par le roi Clotaire (Clotaire II) en 621, afin qu'il fasse cesser les pillages des voleurs alors nombreux dans les forêts de Flandre.

"
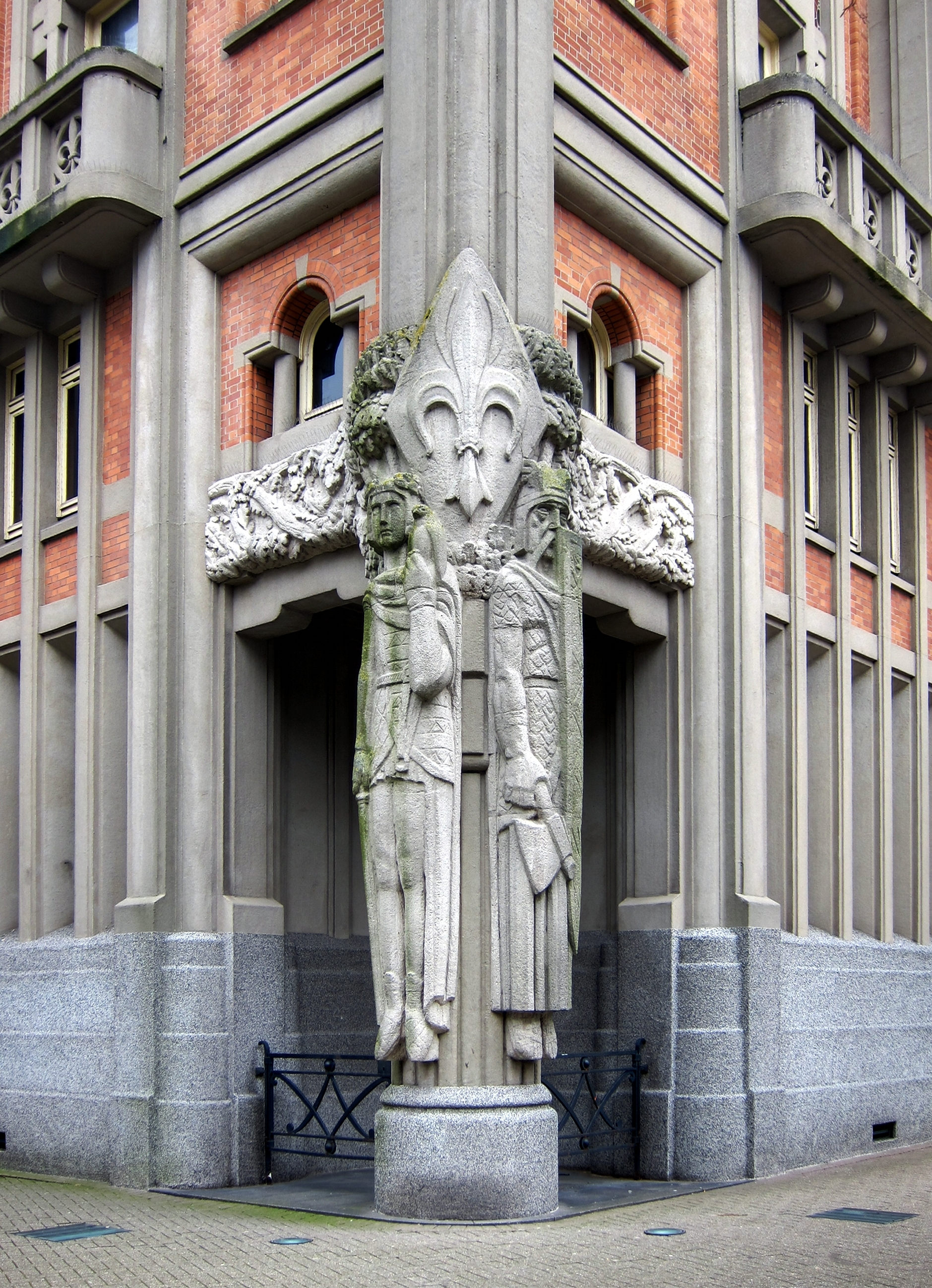
Lydéric et Phinaert au pied du beffroi de la mairie de Lille
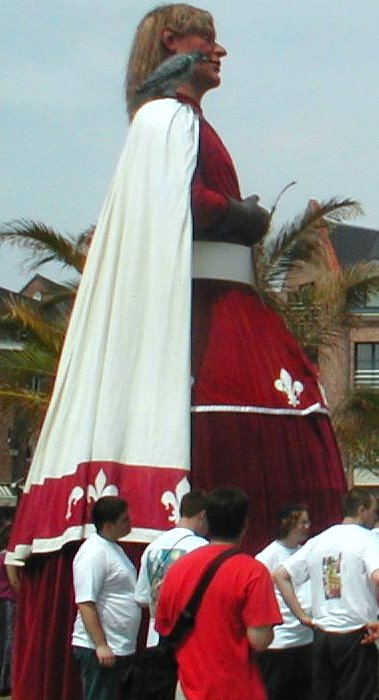
Lydéric géant de Lille
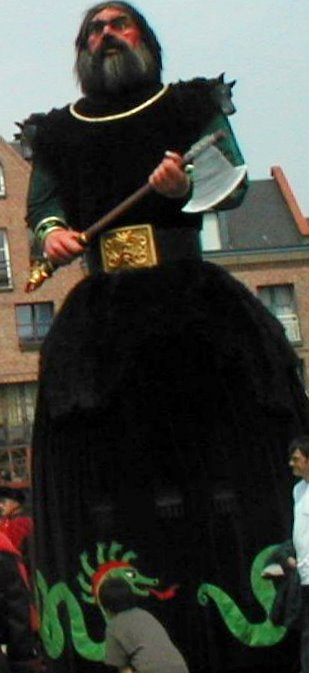
Phinaert géant de Lille
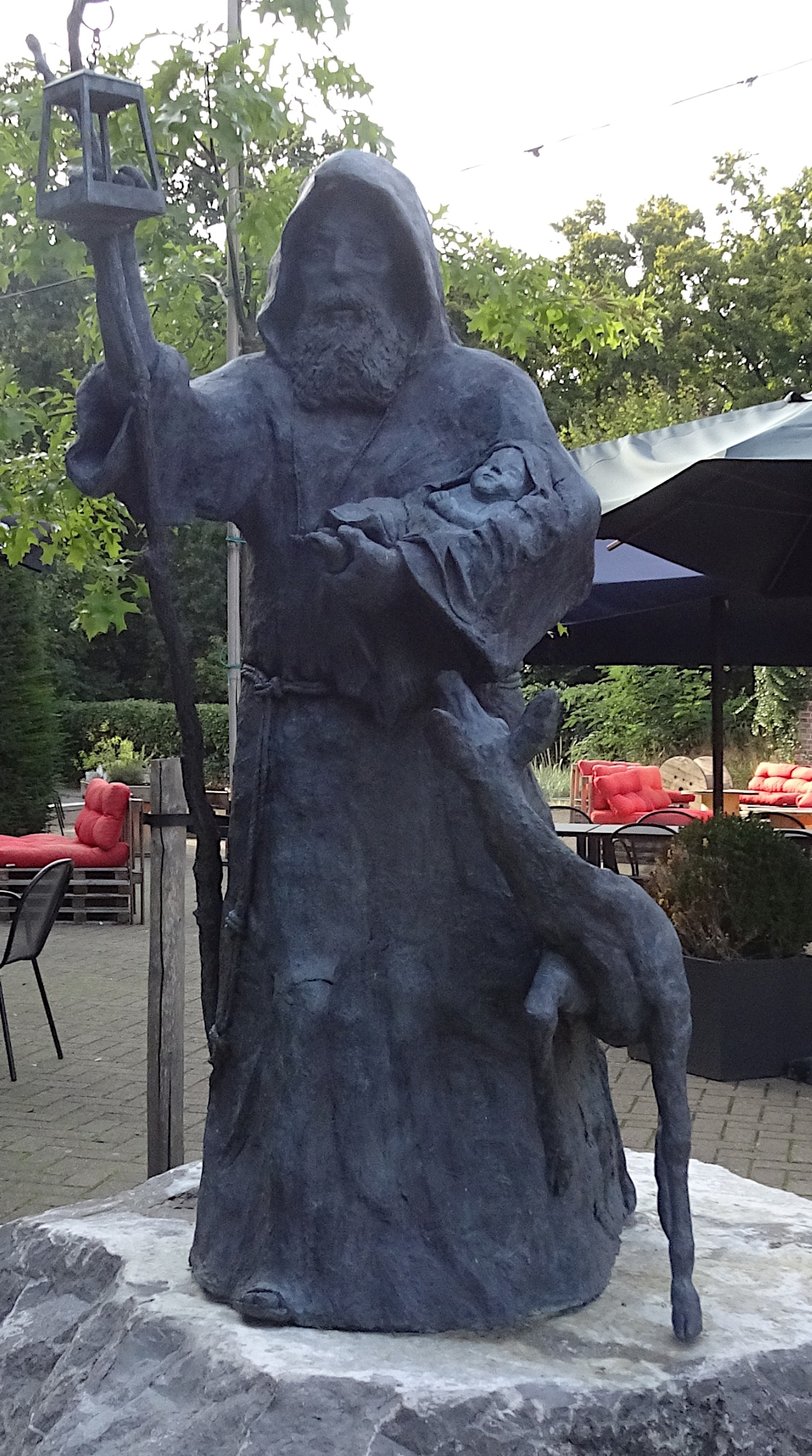
Liedericq, l’ermite de Kluisbergen, (Be)

## Folklore associé
Les processions des géants, représentations de plusieurs mètres de haut, manœuvrées par des porteurs, sont connues à Lille depuis le milieu du XVIe siècle. Les premières mentions connues des noms de ces géants, Lydéric et Phinaert, remontent à 1821. Ces processions perdurent encore aujourd’hui lors de la braderie.
Ces deux personnages fondateurs sont sculptés par Carlo Sarrabezolles au pied du beffroi de Lille.
La légende a inspiré de nombreux artistes dont:
- Alexandre Dumas, Aventures de Lydéric Grand Forestier de Flandre,  (ISBN 2-85984-023-0)

L’écrivain écrit ce roman, qui parait en 1841, à la demande de Samuel-Henri Berthoud, le directeur du journal Musée des familles, en mêlant la légende de Lydéric à celle de l’épopée des Nibelungen.
- François Boucq, La légende de Lydéric et Phinaert, dessin animé VHS de 20 minutes paru en 2003 d’après des dessins de François Boucq racontant la légende.

Émile Pierre Ratez, compositeur, altiste et directeur du conservatoire de Lille a consacré à cette légende un opéra en 3 actes et 4 tableaux inspiré par un poème de MM. Largillère-Beauclerc et Cosseret. La création eu lieu au Grand Théâtre de Lille en 1895.